# Joan Corbella
Joan Corbella i Roig (Santa Coloma de Queralt, Tarragona, 1945- 
Palma de Mallorca, 3 de febrero de 2021) fue un médico, psiquiatra y escritor español.

## Trayectoria
Divulgador de la ciencia de la psiquiatría y su aplicación a la vida cotidiana, ha participado en los medios de comunicación, gracias a lo cual se ha convertido en un divulgador muy conocido. En concreto, ha trabajado para Radio Barcelona, COPE, TV3, Ràdio Estel, Onda Cero y el suplemento dominical del diario Avui.
Sus libros de divulgación científica sobre problemas psiquiátricos y del mundo de la pareja han sido recibidos con grandes ventas entre el público. Fue el coordinador de la Enciclopedia práctica de la psicología. Por otra parte, ha publicado también títulos como Qui som, què fem, Viure sense por, Ante una edad difícil, La por del silenci, Viure en parella, Pensar o viure. De otro lado, es autor de la novela titulada D'avui per demà, con la que ganó el Premio Ramon Llull de novela en 1997.